# Jurij Smołycz
Jurij Kornijowycz Smołycz, Jurij Korniejewicz Smolicz (ukr. Юрій Корнійович Смолич, ros. Юрий Корнеевич Смолич, ur. 25 czerwca?/8 lipca 1900 w Sofijewce k. Humania obecnie w obwodzie czerkaskim, zm. 26 sierpnia 1976 w Kijowie) – ukraiński pisarz.

## Życiorys
Urodził się w rodzinie nauczycieli, która często zmieniała miejsce zamieszkania, przenosząc się kolejno do Humania, Staroduba, Białej Cerkwi, Głuchowa, Kamieńca Podolskiego i Żmerynki. W 1918 skończył gimnazjum w Żmerynce i rozpoczął studia na Wydziale Komercyjno-Technicznym Kijowskiego Instytutu Komercyjnego, jednak w 1919 opuścił uczelnię i został sanitariuszem ochotniczego oddziału do walki z tyfusem, działał w Towarzystwie Ukraińskiego Czerwonego Krzyża. Od 1917 publikował, w 1924 wydał swoją pierwszą książkę będącą zbiorem opowiadań «Кінець міста за базаром» (Koniec miasta za rynkiem, a w 1926 pierwszą powieść «Останній Ейджевуд» (Ostatni Agewood). W 1933 opublikował pamflet «Сорок вісім годин» (Czterdzieści osiem godzin), a w 1935 zbiór «Прекрасні катастрофи» (Wspaniałe katastrofy); dzieła te wyróżniały się ostrą antykapitalistyczną orientacją. Był jednym z twórców gatunku przygodowego i fantastycznonaukowego w ukraińskiej literaturze. Napisał satyryczne książki «Півтори людини» (Półtora człowieka) (1927), «Фальшива Мельпомена» (Fałszywa Melpomena (1928) i «По той бік серця» (Po tej stronie serca) (1930) i autobiograficzną trylogię «Наші тайни» (Nasze tajemnice) (1936), «Дитинство» (Dzieciństwo) (1936) i «Вісімнадцятилітні» (Оsiemnastolatki) (1938). Od 1926 do 1929 był redaktorem naczelnym pisma «Сільський театр» (Teatr wiejski). Pełnił mandat deputowanego rady miejskiej Charkowa i był członkiem Związku Pisarzy ZSRR, w 1942 został członkiem Zarządu tego związku, od 1944 do 1963 był zastępcą przewodniczącego, a od 1971 do 1976 sekretarzem Zarządu. W latach 1936—1937 redagował «Literaturnyj żurnał», a od 1943 do 1950 redagował pismo «Ukraina». Po wojnie został korespondentem gazety Izwiestija, pisał też powieści o powojennej pracy narodu: «Після війни» (Po wojnie) (1947), «День починається рано» Dzień zaczyna się rano) (1950) i «Про хороше в людях» (O dobrym w ludziach) (1965, wspólnie z M. Rylskim). Napisał również wiele książek wspomnieniowych. W 1951 został członkiem WKP(b), był zastępcą członka KC KPU i deputowanym do Rady Najwyższej Ukraińskiej SRR 8. i 9. kadencji, a 1971–1973 przewodniczącym Związku Pisarzy Ukraińskiej SRR. Jego imieniem nazwano ulicę i bibliotekę w Kijowie.

## Odznaczenia
- Medal Sierp i Młot Bohatera Pracy Socjalistycznej (28 lipca 1970)
- Order Lenina (dwukrotnie, 1960 i 1970)
- Order Czerwonego Sztandaru Pracy (dwukrotnie, 1960 i 1967)
- Order „Znak Honoru” (1948)
- Medal „Za ofiarną pracę w Wielkiej Wojnie Ojczyźnianej 1941–1945”
- Medal 100-lecia urodzin Lenina (1970)

I inne.